# Rue de Laborde
La rue de Laborde est une voie du 8e arrondissement de Paris.

## Situation et accès
Longue de 490 mètres, elle commence rue du Rocher et se termine boulevard Haussmann.
Le quartier est desservi par la ligne de métro 9 à la station Saint-Augustin.

## Origine du nom

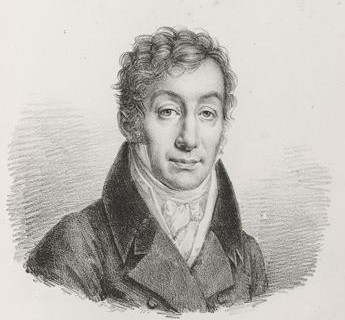
Portrait d’Alexandre de Laborde.

Elle rend honneur à Alexandre de Laborde (1773-1842), qui fut préfet de la Seine du 30 juillet 1830 au 30 août 1830.

## Historique
La rue de Laborde a été ouverte en 1788 sur le tracé d'un chemin ancien qui portait le nom de « chemin des Porcherons », qui formait l'artère principale du quartier misérable dit « de la Petite-Pologne ».
Lors de sa création, la rue prit le nom de « rue des Grésillons » parce qu'elle longeait, vers son extrémité occidentale, une voirie dite voirie des Grésillons, autrement dit une décharge d'ordures, sur laquelle fut créé en 1810 l'abattoir du Roule. Selon le marquis de Rochegude, ce nom, signifiant troisième farine, lui aurait été donné en référence aux moulins à vent établis dans le quartier (V. rue du Rocher).
Une décision ministérielle du 2 thermidor an X (21 juillet 1802), signée Chaptal, fixe la moindre largeur de cette voie publique à 10 m.
Elle prend le nom de « rue Delaborde » devenue « rue de Laborde » par décision ministérielle du 10 janvier 1837.

## Bâtiments remarquables et lieux de mémoire
- No 4 : selon le marquis de Rochegude[2] : « On a réédifié dans la cour de cette maison une borne-limite fleurdelisée de 1726. Ce n'est pas son emplacement primitif. Cette inscription avait été posée dans la maison du sieur Vincent à dix toises de la rue de l'Arcade, et marquait l'extrême frontière de la ville sous Louis XV. »
- No 6 : habité par l'abbé Huvelin (1830-1910), vicaire de Saint-Augustin, qui reçoit en 1886 la conversion de Charles de Foucauld, ancien officier de cavalerie qui habite alors à proximité, au 50, rue de Miromesnil[4].
- No 11 : emplacement d’une chapelle en bois, dédiée à Saint-Augustin, construite en 1831[5]. L'église Saint-Augustin se trouve dans le quartier.
- No 15 : ancienne caserne de la Pépinière.
- No 32 : l'écrivain Alain Bosquet y vit de 1967 à sa mort, en 1998 ; une plaque lui rend hommage.
- No 34 bis : en fond de parcelle, un immeuble Art déco construit par l'architecte Jean Beaugrand en 1957.
- No 36 : siège de l'Union nationale inter-universitaire (UNI).
- No 38 : le poète et philosophe phénoménologue Jacques Garelli, élève de Maurice Merleau-Ponty et ami de Louis Aragon, y vit de 1970 à sa mort, en 2014.
- Nos 43-45 : Grand garage Haussmann, doté d'une verrière industrielle à bow-window intégré. Construit en 1939, il s'agit d'un parking aérien de 120 places, sur six niveaux, reliés par une rampe en spirale. Il est racheté en 2022 pour être transformé en logements[6].
- No 50 : domicile du chirurgien Victor Veau (1871-1949), utilisé comme poste de commandement de la Résistance lors de la Libération de Paris[7].
Une plaque rend hommage à René Fischer, mort à l'âge de 26 ans[8].
- Au croisement avec le boulevard Haussmann se trouve une statue du baron, œuvre de François Cogné.

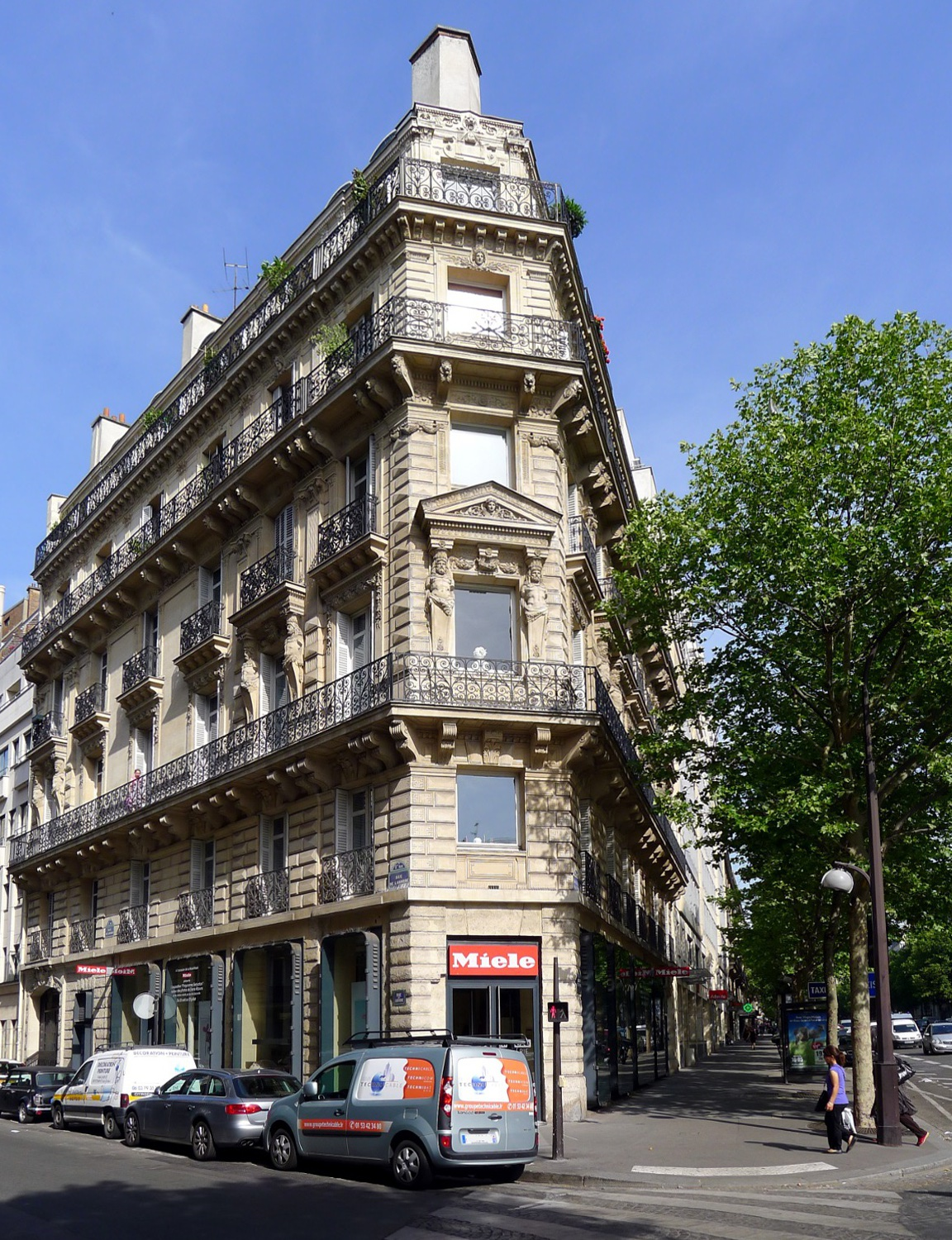
Immeuble sis à l'angle de la rue de Laborde et du boulevard Malesherbes.
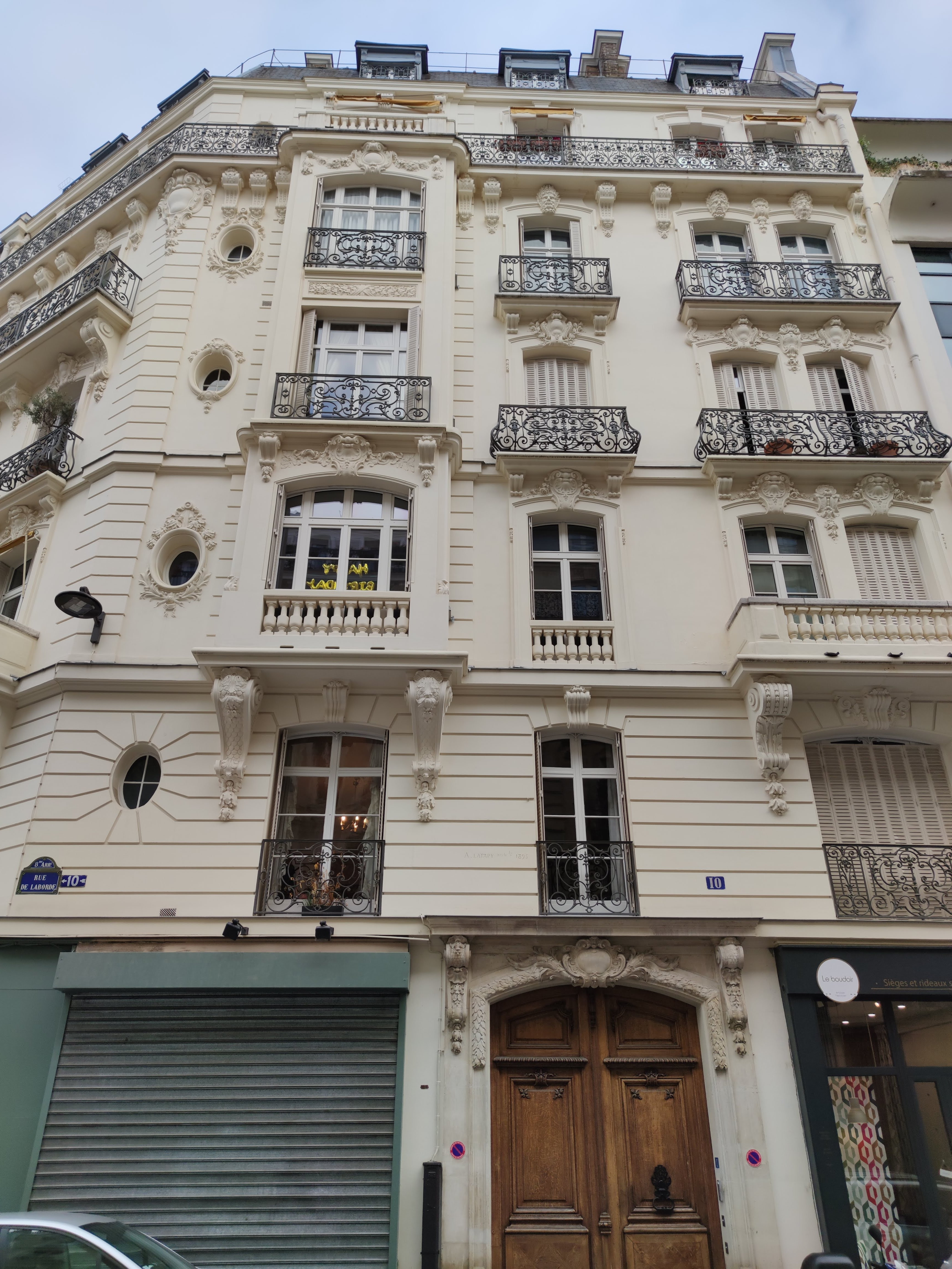
No 10.
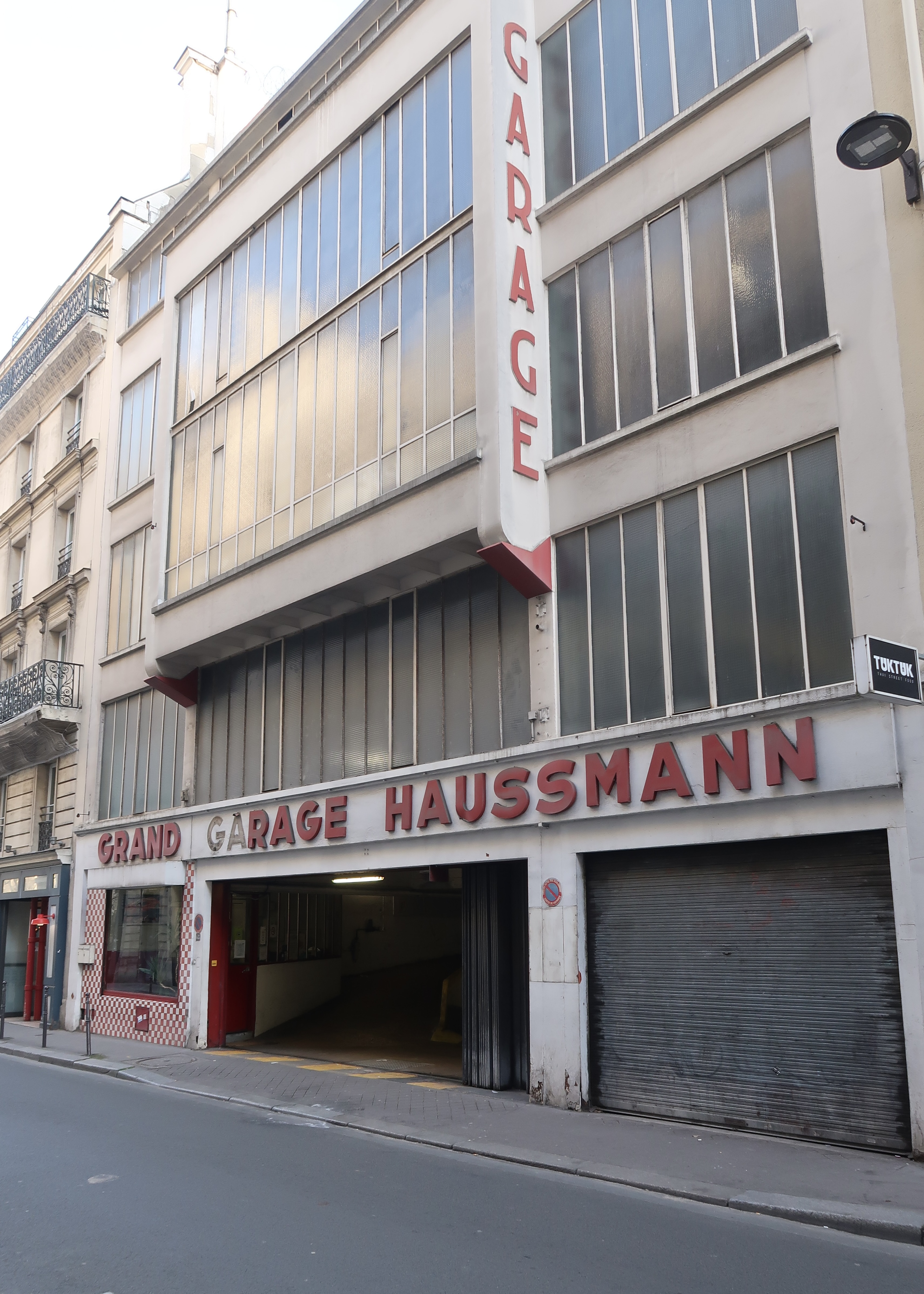
Nos 43-45.
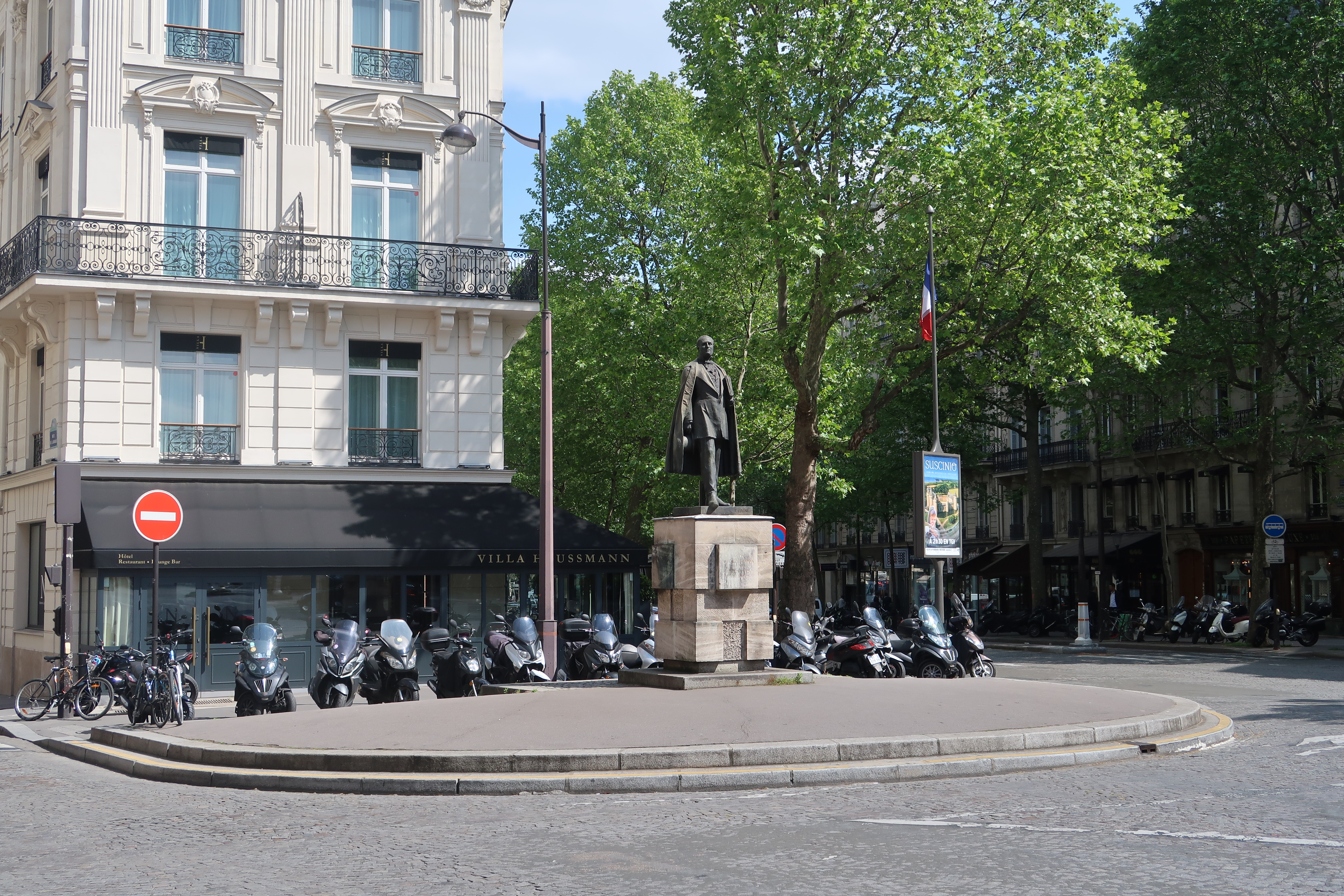
Croisement avec le boulevard Haussmann.

Plaques
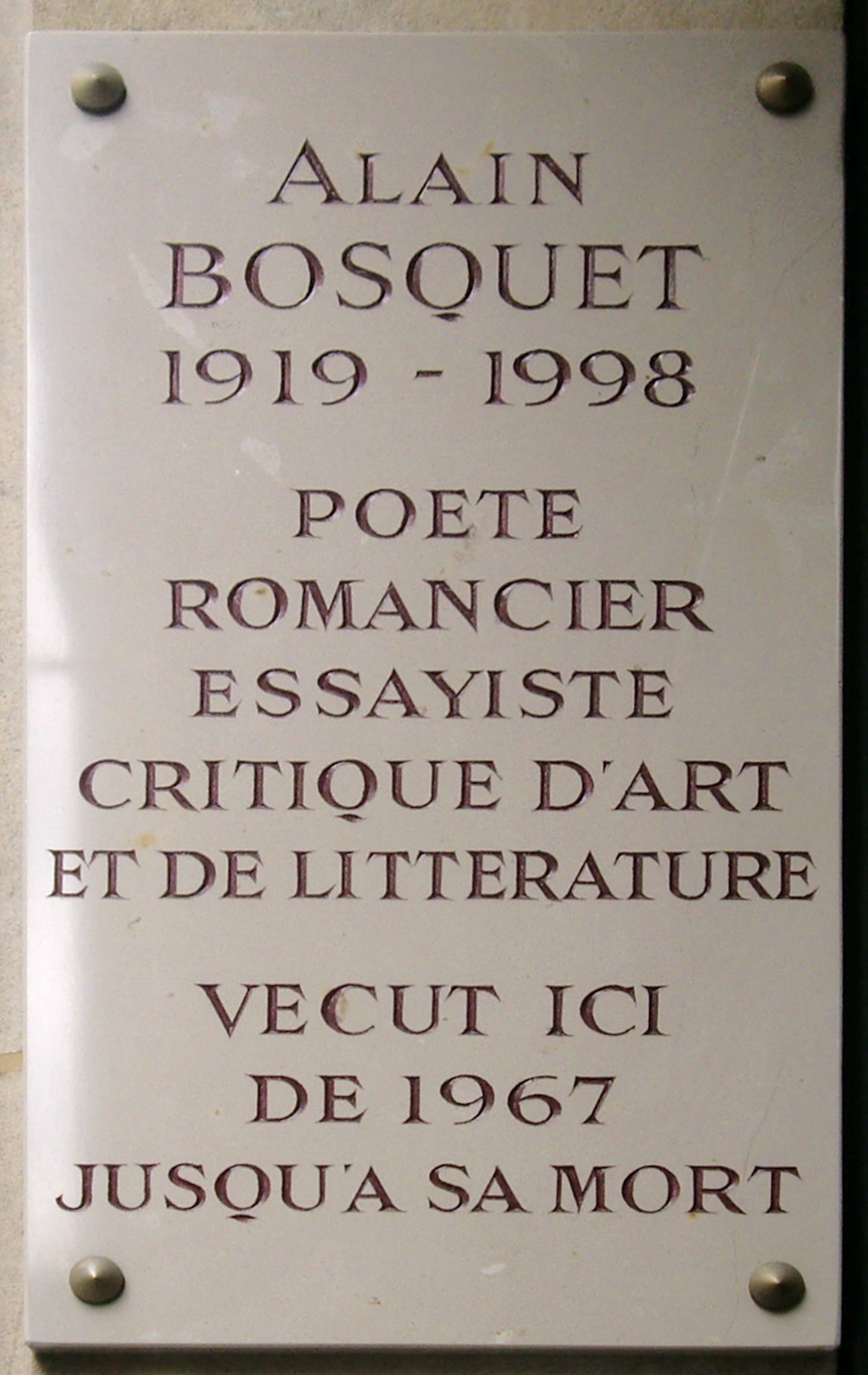
No 32.
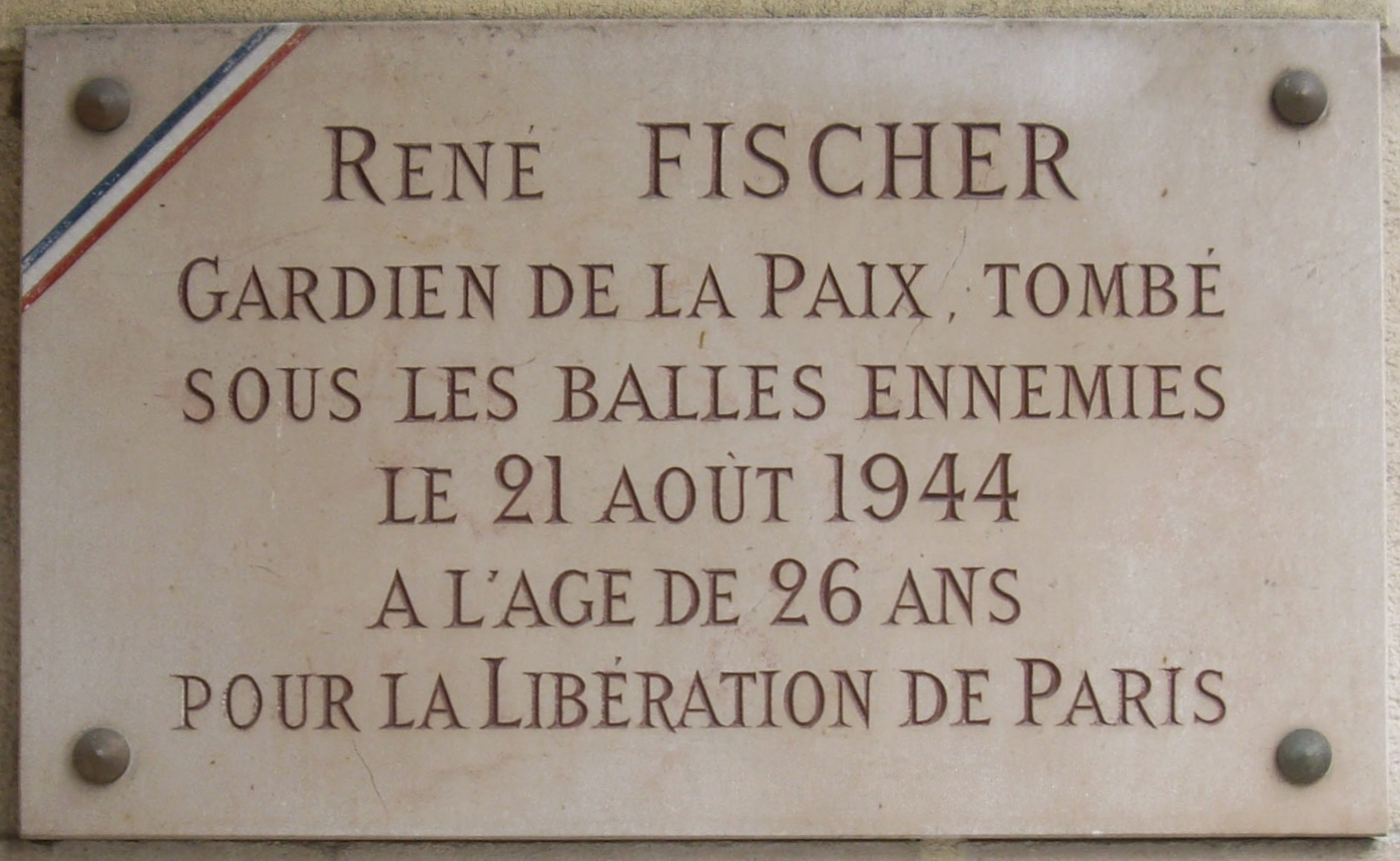
No 50.